# Апа (комуна)
Апа (рум. Apa) — комуна у повіті Сату-Маре в Румунії. До складу комуни входять такі села (дані про населення за 2002 рік):
- Апа (2516 осіб) — адміністративний центр комуни
- Лунка-Апей (23 особи)
- Сомешень (348 осіб)

Комуна розташована на відстані 431 км на північний захід від Бухареста, 23 км на схід від Сату-Маре, 113 км на північ від Клуж-Напоки.

## Населення
За даними перепису населення 2002 року у комуні проживали 2887 осіб.
Національний склад населення комуни:
| Національність | Кількість осіб | Відсоток |
| -------------- | -------------- | -------- |
| румуни         | 2049           | 71,0%    |
| цигани         | 428            | 14,8%    |
| угорці         | 408            | 14,1%    |
| німці          | 2              | 0,1%     |

Рідною мовою назвали:
| Мова      | Кількість осіб | Відсоток |
| --------- | -------------- | -------- |
| румунська | 2436           | 84,4%    |
| угорська  | 448            | 15,5%    |
| циганська | 3              | 0,1%     |

Склад населення комуни за віросповіданням:
| Релігія        | Кількість осіб | Відсоток |
| -------------- | -------------- | -------- |
| православні    | 2388           | 82,7%    |
| реформати      | 432            | 15,0%    |
| греко-католики | 40             | 1,4%     |
| римо-католики  | 12             | 0,4%     |
| баптисти       | 4              | 0,1%     |
| п'ятдесятники  | 3              | 0,1%     |